# San Marcos, Tecpatán
San Marcos är en ort i Mexiko.   Den ligger i kommunen Tecpatán och delstaten Chiapas, i den sydöstra delen av landet, 600 km öster om huvudstaden Mexico City. San Marcos ligger 153 meter över havet och antalet invånare är 181.
Terrängen runt San Marcos är huvudsakligen kuperad, men den allra närmaste omgivningen är platt. Runt San Marcos är det ganska glesbefolkat, med 42 invånare per kvadratkilometer. Närmaste större samhälle är Raudales Malpaso, 14,4 km söder om San Marcos. I omgivningarna runt San Marcos växer huvudsakligen savannskog.